# سوخته (اندیکا)
سوخته، روستایی از توابع بخش اندیکا شهرستان مسجدسلیمان در استان خوزستان ایران است.

## جمعیت
این روستا در دهستان چلو قرار دارد و براساس سرشماری مرکز آمار ایران در سال ۱۳۸۵، جمعیت آن ۱۰۳ نفر (۱۳خانوار) بوده‌است.